# Artemisia dracunculus
Artemisia dracunculus, de nombre común estragón, dragoncillo o tarragón, es una planta de la familia Asteraceae. Ampliamente extendida de forma silvestre por la mayor parte de Eurasia y Norteamérica, se cultiva para usos culinarios y medicinales.

## Descripción

Estragol.

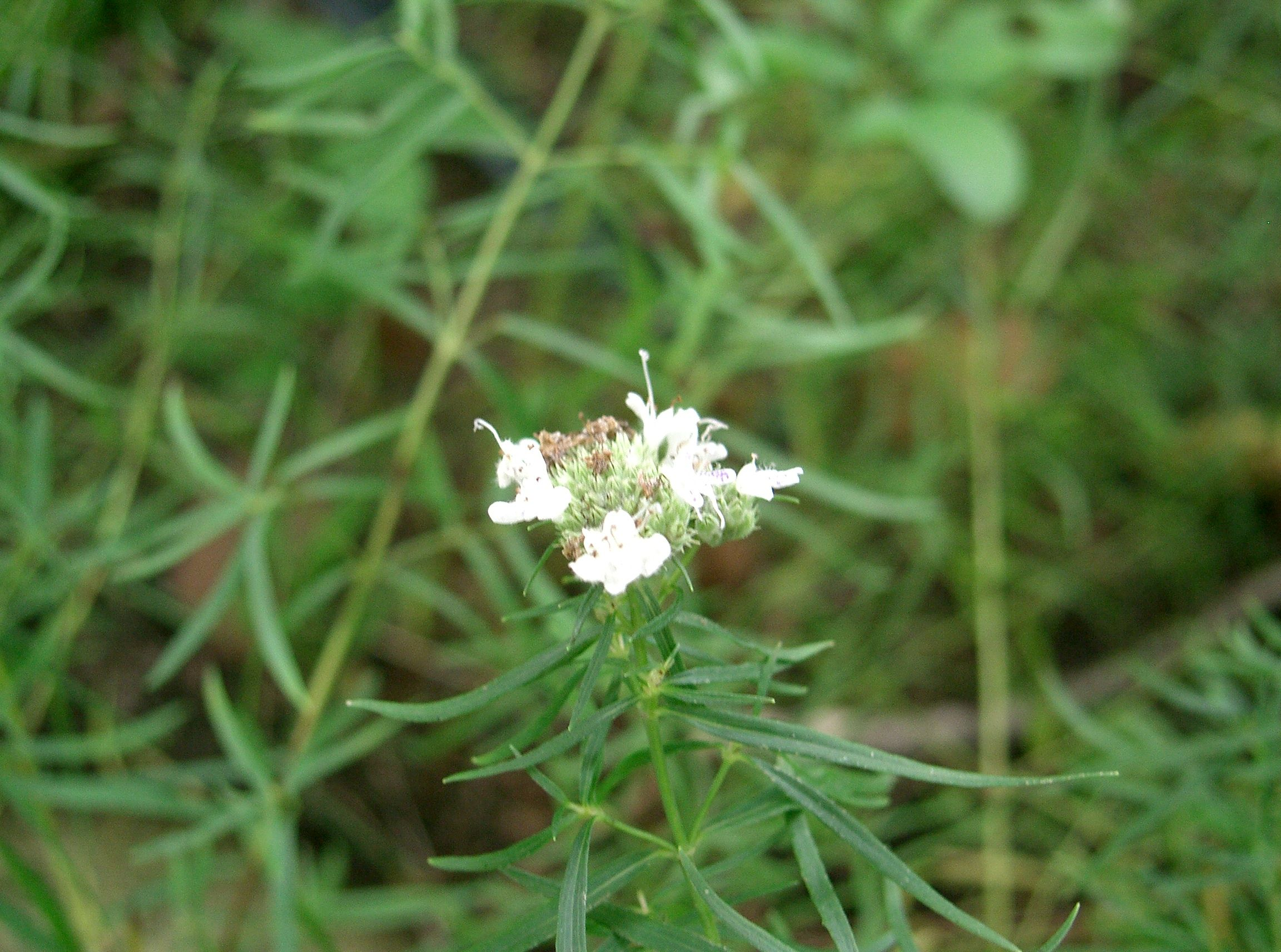
Inflorescencia.

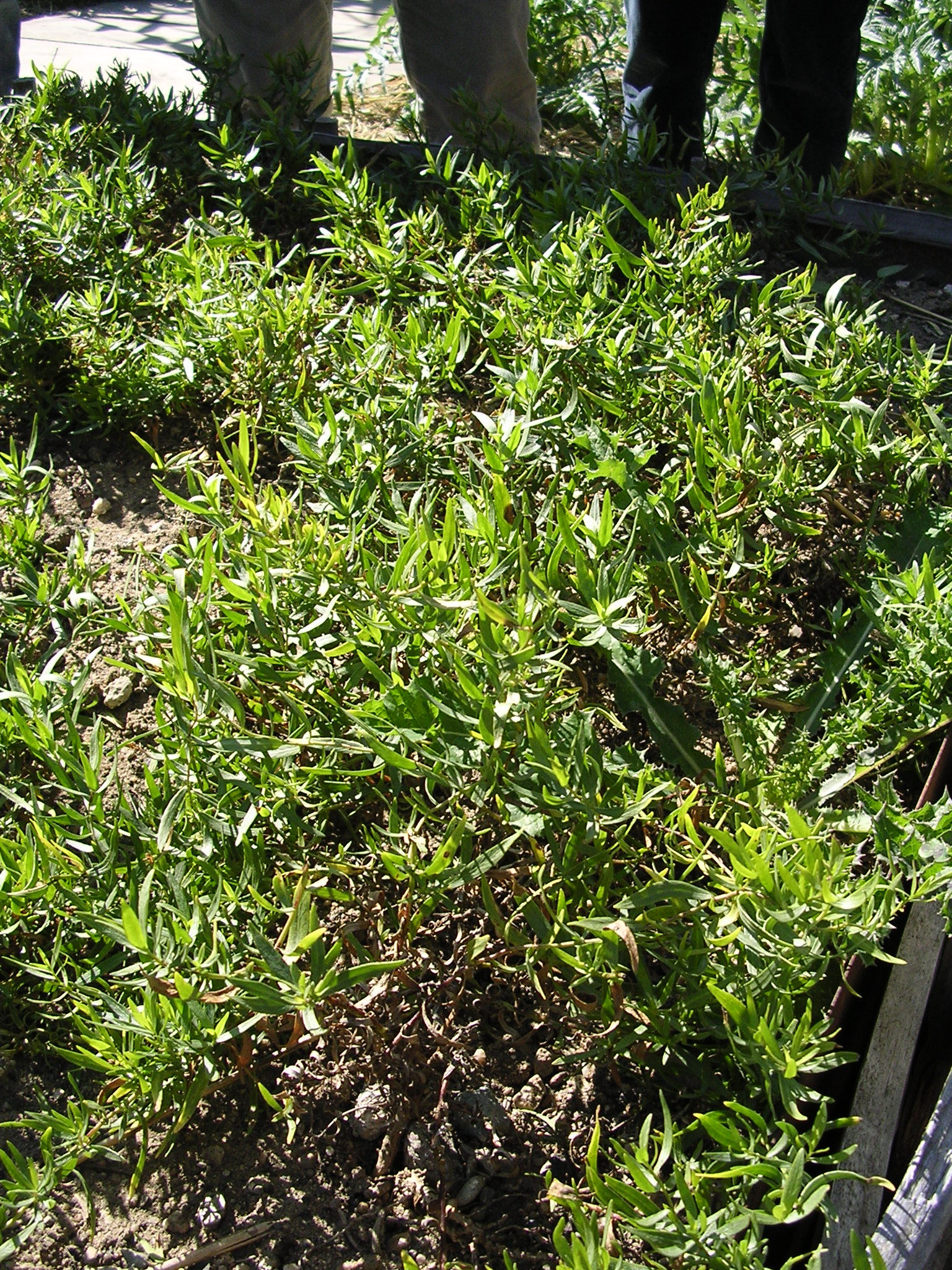
Vista de la planta.

Herbácea perenne rizomatosa que puede formar un subarbusto de entre 60 a 120 cm. Bastante ramificada con tallos algo leñosos y glabros, de color verde a amorronados o rojizos. Hojas verde brillante lanceoladas u oblongas, de márgenes enteros. La inflorescencia, terminal o lateral, es un capítulo de 2-4 mm de diámetro con más de 40 pequeños floretes amarillos o amarillo verdoso. El fruto es una cipsela oblonga.

## Historia
En la Edad Media,  esta planta era conocida en algunos países como tragonia y tarchon (posiblemente por su origen griego: ταρχων [tarjon]), siendo de creencia general que provenía del idioma árabe. Este puede ser el origen etimológico de la palabra en castellano estragón o tarragona.
En el edicto de Carlomagno Capitulare de villis vel curtis imperii, aparece mencionada  una hierba denominada dragantea, pero no queda claro que sea el estragón.

## Propiedades
Tiene acciones eupépticas, carminativas, emenagogas, antirreumáticas, antisépticas, diuréticas y laxantes. 

En la antigüedad la raíz se utilizaba de forma tópica en mordeduras de perros y serpientes, y para combatir el dolor de muelas.Debido a su alto contenido en vitamina A y C se empleaba para combatir el escorbuto.
Química
El aceite esencial contiene predominantemente fenilpropanoides como chavicol de metilo (16,2 %) y metil eugenol (35,8 %). La cromatografía de gases / espectrometría de masas de análisis del aceite reveló la presencia de transanetol (21,1 %), α-trans-ocimeno (20,6 %), limoneno (12,4 %), α-pineno (5,1 %), allo -ocimeno (4,8 %), metil eugenol (2,2 %), β-pineno (0,8 %), α-terpinoleno (0,5 %), acetato de bornilo (0,5 %) y biciclogermacreno (0,5 %) como los componentes principales.

## Usos culinarios
El estragón o dragoncillo se emplea en casi todas las cocinas occidentales como aromatizador, siendo preferible utilizar las hojas frescas, si bien también es frecuente el uso del estragón seco.
Hay dos tipos de estragón utilizados en cocina: el francés y el ruso. El ruso pertenece a una especie distinta, la Artemisia dracunculoides (Rusian Tarragon), que es menos aromática y tiene un toque amargo. El estragón francés no debe ser confundido[cita requerida] con otra planta, el estragón mexicano, muy empleado en la elaboración del mole verde, típico de Jalisco.
El aroma del estragón es ligeramente anisado y tiene tonos dulces y picantes. Esta hierba aparece frecuentemente en las gastronomías del norte y este de Europa. En el recetario de la cocina francesa es fundamental apareciendo en muchos platos y es uno de los ingredientes clásicos en distintas mezclas francesas de hierbas:
- en las hierbas de Provenza,
- en las finas hierbas y
- en el bouquet garni.

Es uno de los condimentos imprescindibles de la sauce béarnaise e interviene en la composición de numerosas salsas o cremas de mostaza; es una hierba muy utilizada para aromatizar vinagres y también se usa para elaborar una al estragón. También se ha utilizado para aromatizar el vodka.
Entre las recetas clásicas que llevan estragón figuran: bisque de marisco, sopa bullabesa, pollo al estragón, tabule, piccata verde, T-bone steak con mantequilla de estragón, salmón aromatizado, canapés de queso reblochon, setas con salsa de estragón.

## Taxonomía
Artemisia dracunculus fue descrita por Carlos Linneo y publicado en Species Plantarum 2: 849. 1753.
Etimología
Hay dos teorías en la etimología de Artemisia: según la primera, debe su nombre a Artemisa, hermana gemela de Apolo y diosa griega de la caza y de las virtudes curativas, especialmente de los embarazos y los partos. según la segunda teoría, el género fue otorgado en honor a Artemisia II, hermana y mujer de Mausolo, rey de la Caria, 353-352 a. C., que reinó después de la muerte del soberano. En su homenaje se erigió el Mausoleo de Halicarnaso, una de las siete maravillas del mundo antiguo. Era experta en botánica y en medicina.
Dracunculus: epíteto latino que significa ‘pequeño dragón’.
Variedades
- Artemisia dracunculus var. dracunculus L.
- Artemisia dracunculus var. glauca (Pall. ex Willd.) H.M.Hall & Clem.

Sinonimia
- Achillea dracunculus Hort. ex Steud.
- Artemisia changaica Krasch.
- Artemisia glauca var. cernua (Nutt.) Bush
- Artemisia glauca var. dracunculoides Bush
- Artemisia glauca var. magacephala B.Boivin
- Artemisia inodora Willd.
- Artemisia redowskyi Ledeb.
- Draconia dracunculus (L.) Soják
- Oligosporus dracunculus subsp. dracunculinus (S.Watson) W.A.Weber
- Oligosporus dracunculus subsp. glauca (Pall. ex Willd.) Á.Löve & D.Löve[14]